# Padilla javana
Padilla javana är en spindelart som beskrevs av Simon 1900. Padilla javana ingår i släktet Padilla och familjen hoppspindlar. Inga underarter finns listade i Catalogue of Life.